# Groß-Umstadt
Groß-Umstadt is een gemeente in de Duitse deelstaat Hessen, gelegen in de Landkreis Darmstadt-Dieburg. De stad telt 21.234 inwoners.

## Geografie
Groß-Umstadt heeft een oppervlakte van 86,84 km² en ligt in het centrum van Duitsland, iets ten westen van het geografisch middelpunt.

## Delen van Groß-Umstadt
- Dorndiel
- Heubach
- Kernstadt
- Kleestadt
- Klein-Umstadt
- Raibach
- Richen
- Semd
- Wiebelsbach

## Geboren
- Otto Frank, (1865-1944), arts en fysioloog
- Hans Trippel (1908-2001), auto-ontwerper

Alsbach-Hähnlein ·
Babenhausen ·
Bickenbach ·
Dieburg ·
Eppertshausen ·
Erzhausen ·
Fischbachtal ·
Griesheim ·
Groß-Bieberau ·
Groß-Umstadt ·
Groß-Zimmern ·
Messel ·
Modautal ·
Mühltal ·
Münster ·
Ober-Ramstadt ·
Otzberg ·
Pfungstadt ·
Reinheim ·
Roßdorf ·
Schaafheim ·
Seeheim-Jugenheim ·
Weiterstadt